# Calsequestrin
Calsequestrin ist ein Calcium-bindendes Protein in Muskelzellen von Wirbeltieren. Es findet sich dort in den terminalen Cisternen des sarkoplasmatischen Reticulums (SR). Pro Molekül kann es 65 Ca2+-Ionen mit geringer Affinität binden. Die Speicherkapazität sorgt dafür, dass Ca2+ im Muskel in hoher Konzentration vorliegt, aber wegen der schwachen Bindung auch schnell wieder freigesetzt werden kann. Durch die Bindung an Calsequestrin werden die Ionen aus dem Gleichgewicht entfernt. Die Ca2+-Pumpen des SR müssen somit gegen einen geringeren Konzentrationsgradienten arbeiten, die tausendfach höhere Calciumionenkonzentration in den Cisterne wird so überhaupt erst ermöglicht.
Die im Herzmuskel vorkommende, leicht veränderte Isoform des Calsequestrin-1 wird Calsequestrin-2 genannt. Mutationen in dessen Gen (CASQ2) können erbliche ventrikuläre Tachykardie verursachen.

## Calsequestrin in Muskelzellen im Auge des Schwertfischs
Die Muskelzellen des umgebauten Augenmuskels, M. rectus superior, besitzen keine Calcium bindenden Proteine wie Troponin bzw. Calmodulin, Aktin und Myosin. Hier wird, wie in anderen Zellen auch, ATP in den Mitochondrien gebildet. Bei Erregung der Zelle, durch die motorische Endplatte, wird Calcium aus dem Sarkoplasmatischen Retikulum ausgeschüttet. Der Anstieg der Calcium Konzentration fördert die ATP Bildung im Mitochondrium. Unter ATP-Verbrauch wird das Calcium vom Calsequestrin zurück ins SR gepumpt. Die geleistete Arbeit führt hierbei zu Wärmebildung. Dadurch kann der Schwertfisch seine interkraniale Temperatur unabhängig vom kalten Umgebungswasser kontrollieren. Zusätzlich ist hier noch ein Wundernetz, das durch sein Gegenstrom-Prinzip dafür sorgt, dass die Wärme in dem gewünschten Gebiet bleibt.